# Stessa storia, stesso posto, stesso bar
Stessa storia, stesso posto, stesso bar è la prima autobiografia del cantante italiano Max Pezzali, tratto dall'incipit della sua canzone Gli anni, pubblicata il 1º giugno 1999 dalla Mondadori.

## L'opera
Nelle pagine del libro, caratterizzato da una copertina nera con il logo degli 883, gruppo con il quale al tempo Pezzali realizzava musica prima con l'amico Mauro Repetto e successivamente da solo, il cantautore racconta della sua vita da ragazzo prima di iniziare la sua carriera musicale.

## Edizioni
- Max Pezzali, Stessa storia, stesso posto, stesso bar, a cura di Giovanni Arduino e Mauro Zola, Arnoldo Mondadori Editore, 1999,  p. 140, ISBN 8804464496.